# Danzhou
Danzhou (儋州; Pinyin: Dānzhōu) er en by på amtsniveau på den nordvestlige del af øen og provinsen Hainan. Byen står direkte under provinsregeingen for Hainan. Danzhou havde i 1999 829.567 indbyggere , og et areal på 	3.265 km².
Den gamle bydel Danzhou (Danzhou gucheng) og det efter Su Dongpo (Su Shi) kendte Dongpo-Akademi (Dongpo shuyuan) er på Kinas liste over mindesmærker

## Eksterne kilder og henvisninger
1. ↑  "China County & City Population 1999". Arkiveret fra originalen 30. januar 2011. Hentet 11. juni 2010.

- Dongpo Academy Arkiveret 18. februar 2009 hos  Wayback Machine – Engelsk

19°31′00″N 109°34′15″Ø / 19.51667°N 109.57083°Ø